# در مکانی پرت
در مکانی پرت یا در مکانی خلوت (انگلیسی: In a Lonely Place) فیلمی در ژانر درام و رمانتیک به کارگردانی نیکلاس ری است که در سال ۱۹۵۰ منتشر شد.
در سال ۲۰۱۵ بی‌بی‌سی طی نظرسنجی از ۶۲ منتقد فیلم، فهرستی از صد فیلم برتر سینمای آمریکا را تدوین و منتشر کرد که این فیلم در رده ۸۹ قرار داشت.

## بازیگران
- هامفری بوگارت
- گلوریا گراهام
- فرانک لاوجوی
- جف دانل
- مارتا استوارت
- رابرت وارویک
- کارل بنتون رید
- آرت اسمیت
- جرج دیویس